# Дорога домой (фильм, 2010)
Дорога домой (Veettilekkulla Vazhi, малаял. വീട്ടിലേക്കുള്ള വഴി) — художественный фильм на малаялам 2010 года режиссёра Д-ра Биджу (Dr. Biju) с Притхвираджем в главной роли.

## Сюжет
В тюремной больнице умирает террористка, и единственный человек, который оказывается рядом, и к кому ей приходится обратиться, это врач этой больницы. Она диктует ему адрес где-то в отдаленной деревушке, и просит поехать туда за её сыном, чтобы передать ребёнка его отцу. Однако перед доктором ставится вдвойне сложная задача — отцом мальчика является лидер террористической организации.
Вместе с ребёнком доктор едет через разные штаты и города — бескрайние пустыни сменяются пальмовыми рощами, затем придет черед заснеженных горных пейзажей, но неизменным остается одно — бесконечная цепь ячеек террористической организации.
Зрителю предстоит узнать, зачем доктор рискует своей репутацией, почему ставит свою жизнь под угрозу ради совершенно постороннего ребёнка.

## В ролях
- Притхвирадж — доктор
- Мастер Говардхан (Master Govardhan) — ребёнок
- Малавика (Malavika) — жена доктора
- Индраджит (Indrajith) — тамильский террорист
- Иршад (Irshad) — Абдулла

## О фильме
«Дорога домой» — приключенческая драма, которая приоткрывает завесу в мир террористических организаций, действующих на территории Индии.
Премьера фильма состоялась на 12-м Мумбайском кинофестивале 22 октября 2010 года, а у себя дома, в Керале, фильм был показан лишь 5 августа 2011 года.
Фильм был отобран для показа на 28 международных кинофестивалях, среди которых 12-й Мумбайский кинофестиваль, 34-й Каирский международный кинофестиваль, 15-й Керальский Международный кинофестиваль , 3-й Джайпурский Международный кинофестиваль, 5-й Ченнайский Международный кинофестиваль, 10-й Международный кинофестиваль Imagine India в (Мадриде, Испания), 11-й Нью-Йоркский индийский кинофестиваль, Занзибарский Международный кинофестиваль, Лондонский индийский кинофестиваль, Кинофестиваль Bollywood and Beyond Film (в Германии), 38-й Теллуридский кинофестиваль (Теллурид, США), Кинофестиваль New Generation Film (в Германии), Азиатский кинофестиваль Third Eye (в Мумбае, Индия), Кинофестиваль в Сиэтле.
В числе прочих наград, в том числе и международных, фильм «Дорога домой» стал обладателем Национальной кинопремии (National Film Awards), как лучший художественный фильм на малаялам.
Фильм снимался в Керале, Кашмире, Джайсалмере, Джодхпуре, Биканере, Аджмере, Пушкаре, Дели.